# Lund (East Riding of Yorkshire)
Lund – wieś w Anglii, w hrabstwie East Riding of Yorkshire. Leży 24 km na północny zachód od miasta Hull i 269 km na północ od Londynu. W 2001 miejscowość liczyła 289 mieszkańców.